# Galia Dvorak
Galyna Volodymyrivna Dvorak Khasanova "Galia" (ukr. Галина Володимирівна Дворжака Хасанова; ur. 1 kwietnia 1988 roku w Kijowie) – hiszpańska tenisistka stołowa pochodzenia ukraińskiego, trzykrotna medalistka igrzysk śródziemnomorskich oraz mistrzostw Europy 2013, uczestniczka igrzysk olimpijskich w Pekinie, Londynie i Rio de Janeiro.
Jest praworęczna. Obecnie zajmuje 75. miejsce w rankingu światowym kobiet. Uznawana za jedną z najlepszych hiszpańskich tenisistek stołowych.

## Kariera

### Początki
Jej rodzice Vladimir Dvorak i Flora Khasanova również byli tenisistami stołowymi, którzy reprezentowali barwy ZSRR. Przeprowadzili się do Hiszpanii wraz z córką w 1990, kiedy Galyna miała dwa lata. W 1999 roku dołączyła do Mataró CN, klubu, w którym gra do dziś, i rozpoczęła swój udział w różnych turniejach krajowych, uzyskując dobre wyniki. W 2000 roku została uznana najlepszą tenisistką stołową Hiszpanii, zarówno w kategorii Dzieci i Młodzież, wyróżniając się na kilku międzynarodowych mistrzostwach dla młodzieży.

### Imprezy europejskie
Wzięła udział w grze podwójnej kobiet na igrzyskach śródziemnomorskich 2009 rozgrywanych w Pescarze. Tam, w duecie z Sarą Ramirez Bermudez zdobyła brąz. W 2013, z tą samą zawodniczką, wywalczyła brąz mistrzostw Europy w grze podwójnej.
Podczas igrzysk śródziemnomorskich 2018 rozgrywanych w Hiszpanii, w mieście Tarragona, zdobyła dwa medale: Brązowy w drużynie (wraz z Maríą Xiao i Sofíą Xuan Zhang) oraz złoty w grze solowej.

### Igrzyska olimpijskie
Dvorak zadebiutowała jako 20-latka na Letnich Igrzyskach Olimpijskich 2008 w Pekinie, gdzie brała udział tylko w inauguracyjnym turnieju drużynowym kobiet. Zajęła trzecie miejsce w rundzie wstępnej, co nie dało jej awansu do kolejnej rundy.
Cztery lata po wystartowaniu w pierwszych igrzyskach olimpijskich, Dvorak zakwalifikowała się do Letnich Igrzysk Olimpijskich 2012 w Londynie. Powtórzyła tam swój wynik z Pekinu, zajmując trzecie miejsce w grupie eliminacyjnej.
Na Letnich Igrzyskach Olimpijskich 2016 brała udział w singlu kobiet. W pierwszej rundzie zmierzyła się z reprezentantką gospodarzy, Lin Gui, z którą przegrała 2:4. Tym samym odpadła z dalszej rywalizacji.